# Winkelcentrum Kronenburg
Winkelcentrum Kronenburg is een winkelcentrum in Arnhem. Het is met rond de 50.000 m² winkeloppervlakte een van de grootste winkel- en vrijetijdscentra van Nederland. Het is gelegen in in de gelijknamige woonwijk Kronenburg en het vervult een winkelfunctie voor Arnhem en de regio. Kronenburg bevat meer dan 110 winkels, ruim opgezet in drie verschillende delen.
Er zijn plannen om het winkelcentrum uit te breiden. Eigenaar Wereldhave wil tot 15.000 vierkante meter extra commerciële bijbouwen. In 2016 werd het vernieuwde Kronenburg met in totaal 50.000 vierkante meter winkels en horeca geopend.
Winkelcentrum Kronenburg ligt direct aan de snelweg A325 en de N325. Voor de auto zijn er bij het winkelcentrum gratis parkeerplaatsen beschikbaar. Kronenburg is goed met het openbaar vervoer te bereiken waaronder trolleylijnen 2 en 7. Het winkelcentrum is gelegen op korte afstand van stadion GelreDome en de Rijnhal. Ook in de nabijheid van het winkelcentrum bevinden zich enkele grote kantoren, zoals de Rijnpoort, de Kamer van Koophandel en de Belastingdienst.